# Vaillant Group
Vaillant Group è una azienda tedesca attiva dal 1874 e principalmente dedita all'industria di riscaldamento, ventilazione e condizionamento. L'attività principale della società è la produzione di caldaie a condensazione murale e a basamento, impianti solari termici per la fornitura di acqua calda sanitaria, pompe di calore, caldaie a pellet, centraline climatiche e termostati, scaldabagni elettrici, accessori e componentistica.
Il gruppo controlla 8 marchi, effettua l'attività produttiva su 10 stabilimenti, con più di 16.000 dipendenti dislocati in 60 diversi paesi ed un fatturato al 2024 di 3,2 miliardi di euro. Il gruppo Vaillant è stato fondato nel 1874 ed è ancora proprietà della famiglia Vaillant. La sede del gruppo si trova a Remscheid, nel land della Renania Settentrionale-Vestfalia.

## Storia
La storia del gruppo Vaillant risale al 1874 quando l'azienda venne fondata come bottega di battitore di rame e produttore di tubi a Remscheid, in Germania, da Johann Vaillant. Sua è l'ideazione nel 1899 del marchio ispirato all'immagine pasquale di un leprotto che esce da un uovo.
L'introduzione di un sistema chiuso di riscaldamento dell'acqua sanitaria a gas risale al 1894 mentre i primi scaldabagni murali sono del 1905 e l'introduzione del riscaldamento centralizzato del 1924. È del 1967 l'introduzione sul mercato un sistema combinato per la produzione di acqua calda e per il riscaldamento.
Nel 1995 viene presentata la prima caldaia murale con tecnologia a condensazione mentre è del 1997 l'introduzione dei sistemi solari termici.
Il passaggio da Vaillant (azienda) a Vaillant Group avviene nel 2001. A partire da quel periodo l'azienda si ingrandisce attraverso l'acquisizione di altri marchi e dei relativi stabilimenti produttivi e la costruzione di nuovi come quello inaugurato nel 2007 a Wuxi in Cina.
Nel 2010 Vaillant esplora nuove tecnologie per la produzione di riscaldamento e acqua calda sanitaria; entra in produzione un sistema ibrido integrato a zeolite con collettori solari termico e pompa di calore a gas.

## Marchi e luoghi di produzione
Il Gruppo Vaillant commercializza otto marchi di impianti di riscaldamento e condizionamento: Vaillant (fondato nel 1874 in Germania), Saunier Duval (fondato nel 1907 in Francia), AWB (fondato nel 1934 nei Paesi Bassi), Bulex (fondato nel 1934 in Belgio), DemirDöküm (fondato nel 1954 in Turchia), Glow-Worm (fondato nel 1934 nel Regno Unito), Hermann Saunier Duval (prima Hermann dal 1970, poi Hermann Saunier Duval dal 2012, in Italia) e Protherm (fondato nel 1991 in Slovacchia).
L'azienda ha diversi siti produttivi e di ricerca e sviluppo. Tra questi si annoverano quelli in Germania (Remscheid, Bergheim, Roding), in Slovacchia (Trenčín e Skalica), in Francia (Nantes), nel Regno Unito (Belper, Bellshill), in Turchia (Bozüyük), in Spagna (Bergara) e in Cina (Wuxi).